# Método de análise e solução de problemas
O Método de Análise e Solução de Problemas, também conhecido pelo acrônimo MASP, é a denominação que foi atribuída no Brasil ao QC-Story, método de solução de problemas de origem japonesa.
MASP é a abreviatura usada para o Método de Análise e Solução de Problemas é um roteiro estruturado utilizado para resolução de problemas complexos em processos, produtos e serviços em organizações. Trata-se de uma metodologia para melhorias consideradas radicais, que contrasta com as metodologias de melhoria incremental.
O MASP é um método prescritivo, racional, estruturado e sistemático para o desenvolvimento de um processo de melhoria num ambiente organizacional, visando solução de problemas e obtenção de resultados otimizados. O MASP se aplica aos problemas classificados como “estruturados” (SIMON, 1997; NEWELL et al.(1972), cujas causas comuns (DEMING, 1990) e soluções sejam desconhecidas (HOSOTANI, 1992), que envolvam reparação ou melhoria (NICKOLS, 2004) ou performance (SMITH, 2000) e que aconteçam de forma crônica (JURAN et al., 1980; PARKER; 1995). Pode-se perceber que para serem caracterizados da forma acima, os problemas precisam necessariamente possuir um comportamento histórico. Devido a esse fato, o MASP se vale de uma abordagem que Parker (1995) caracteriza como “reativa”, o que contrasta com a abordagem “proativa” necessária aos problemas de engenharia (NICKOLS, 2004) ou de concepção (SMITH, 2000; AVRILLON, 2005).
A introdução do QC-Story na literatura foi feita por Campos (2004). O método é apresentado apenas como um componente do Controle da Qualidade Total, um movimento de proporções muito mais amplas. O método apresentado pelo autor é denominado de MSP – Método de Solução de Problemas, que se popularizou como MASP - Método de Análise e Solução de Problemas. Embora não ressalte as diferenças nos passos ou sub-passos das abordagens, Campos (2004) afirma que o Método de Solução de Problemas apresentado por ele “é o método japonês da JUSE (Union of Japanese Scientists and Engineers) chamado ‘QC-Story’”. Talvez devido aos fatores históricos e influências culturais e gerenciais, o MASP é o método de solução de problemas mais difundido e utilizado no Brasil (ALVAREZ, 1996). Em Minas Gerais por exemplo, ele é empregado e discutido em grupos de empresas e profissionais há mais de 30 anos.
O MASP é um caminho ordenado, composto de passos e sub-passos pré-definidos para a escolha de um problema, análise de suas causas, determinação e planejamento de um conjunto de ações que consistem uma solução, verificação do resultado da solução e realimentação do processo para a melhoria do aprendizado e da própria forma de aplicação em ciclos posteriores. O MASP prescreve como um problema deve ser resolvido e não como ele é resolvido, contrapondo dois modos de tomada de decisão que Bazerman (2004) denomina de “modelo prescritivo” e “modelo descritivo”. O MASP segue o primeiro modelo e por esse motivo é também definido como um modelo racional. Partindo também do pressuposto de que toda solução há um custo associado, a solução que se pretende descobrir é aquela que maximize os resultados, minimizando os custos envolvidos. Há portanto, um ponto ideal para a solução, em que se pode obter o maior benefício para o menor esforço, o que pode ser definido como decisão ótima (BAZERMAN, 2004).
A construção do MASP como método destinado a solucionar problemas dentro das organizações passou pela idealização de um conceito, o ciclo PDCA, para incorporar um conjunto de idéias inter-relacionadas que envolve a tomada de decisões, a formulação e comprovação de hipóteses, a objetivação da análise dos fenômenos, dentre outros, o que lhe confere um caráter sistêmico.
Embora o MASP derive do ciclo PDCA, eles são comumente confundidos na literatura. O PDCA se enquadra na definição de 'conceito'  pois tem um caráter mais genérico e abstrato. Já o MASP, se enquadra na definição de 'método´ pois consiste num conjunto de passos pré-definidos para atingir um fim específico. O PDCA serve de pano de fundo para a estruturação de modelos e métodos.
O MASP é formado por oito etapas:

## Etapas do Solução de problema: Objetivos das etapas
Embora sejam decorrentes do mesmo conceito (PDCA), as etapas e passos do MASP encontrados na literatura podem ter pequenas diferenças. Algumas etapas podem ser apresentadas juntas, outras separadas, de acordo com a visão do autor mas, em geral, a estruturação é a mesma. A estrutura de oito etapas apresentada abaixo é a mais conhecida e mais utilizada em grupos de melhoria e em Círculos de Controle da Qualidade - CCQs:
1. Identificação do problema: Definir claramente o problema e reconhecer sua importância.
2. Observação: Investigar as características específicas do problema com uma visão ampla e sob vários pontos de vista.
3. Análise: Descobrir as causas fundamentais.
4. Plano de ação: Conceber um plano para bloquear as causas fundamentais.
5. Ação: Bloquear as causas fundamentais.
6. Verificação: Verificar se o bloqueio foi efetivo.
7. Padronização: Prevenir contra o reaparecimento do problema.
8. Conclusão: Recapitular todo o processo de solução do problema para trabalho futuro.

As oito etapas acima são subdivididas em passos (ver abaixo). A existência desses passos é o que caracteriza o MASP e o distingue de outros métodos menos estruturados de solução de problemas, como as Ações Corretivas, muito comumente usadas em organizações certificadas ISO 9001. Hosotani (1992) também descreve um método estruturado, com 28 passos distribuídos nas oito etapas. No Brasil, foi o método de Kume (1992) que mais teve aceitação, tornado popular por Campos (2004), cujas etapas e passos são descritos a seguir.

## Etapa 1: Identificação do problema
A identificação do problema é a primeira etapa do processo de melhoria em que o MASP é empregado. Se feita de forma clara e criteriosa pode facilitar o desenvolvimento do trabalho e encurtar o tempo necessário à obtenção do resultado. Charles F. Kettering, cientista e inventor norte-americano, observa que “um problema bem definido é um problema meio solucionado”.
A identificação do problema tem pelo menos duas finalidades: (a) selecionar um tópico dentre uma série de possibilidades, concentrando o esforço para a obtenção do maior resultado possível; e (b) aplicar critérios para que a escolha recaia sobre um problema que mereça ser resolvido.
Passos da Etapa 1 - Identificação do problema
Identificação dos problemas mais comuns
Levantamento do histórico dos problemas
Evidência das perdas existentes e ganhos possíveis
Escolha do problema
Formar a equipe e definir responsabilidades
Definir o problema e a meta

## Etapa 2: Observação
A observação do problema é a segunda etapa do MASP e consiste averiguar as condições em que o problema ocorre e suas características específicas do problema sob uma ampla gama de pontos de vista. O ponto preponderante da etapa de Observação é coletar informações que podem ser úteis para direcionar um processo de análise que será feito na etapa posterior. Kume (1992) compara esta etapa com uma investigação criminal observando que “os detetives comparecem ao local do crime e investigam cuidadosamente o local procurando evidências” o que se assemelha a um pesquisador ou equipe que buscam pistas para a solução de um problema.

## Etapa 3: Análise
A etapa de análise é aquela em que serão determinadas as principais causas do problema. Se não identificamos claramente as causas provavelmente serão perdidos tempo e dinheiro em várias tentativas infrutíferas de solução. Por isso ela é a etapa mais importante do processo de solução de problemas.Para Kume (1992) a análise se compõe de duas grandes partes que é a identificação de hipóteses e o teste dessas hipóteses para confirmação das causas. A identificação das causas deve ser feita de maneira “científica” o que consiste da utilização de ferramentas da qualidade (HOSOTANI, 1992), informações, fatos e dados que dêem ao processo um caráter objetivo.
Passos da Etapa 3 - Análise
Levantamento das variáveis que influenciam no problema
Escolha das causas mais prováveis (hipóteses)
Coleta de dados nos processos
Análise das causas mais prováveis; confirmação das hipóteses
Teste de consistência da causa fundamental
Foi descoberta a causa fundamental?

## Etapa 4: Plano de Ação
Segundo Ishikawa (1986), “A descoberta de anomalias, se não for seguida da adoção das medidas saneadoras, será algo inútil”. Assim, uma vez que as verdadeiras causas do problema foram identificadas, ou pelo menos as causas mais relevantes entre várias, as formas de eliminá-las devem então serem encontradas (PARKER, 1995). Para Hosotani (1992) esta etapa consiste em definir estratégias para eliminar as verdadeiras causas do problema identificadas pela análise e então transformar essas estratégias em ação. Conforme a complexidade do processo em que o problema se apresenta, é possível que possa existir um conjunto de possíveis soluções. As ações que eliminam as causas devem, portanto, ser priorizadas, pois somente elas podem evitar que o problema se repita novamente.

## Etapa 5: Ação
Na seqüência da elaboração do plano de ação, está o desenvolvimento das tarefas e atividades previstas no plano. Esta etapa do MASP se inicia por meio da comunicação do plano com as pessoas envolvidas, passa pela execução propriamente dita, e termina com o acompanhamento dessas ações para verificar se sua execução foi feita de forma correta e conforme planejado.
Passos da Etapa 5 - Ação
Divulgação e alinhamento
Execução das ações
Acompanhamento das ações

## Etapa 6: Verificação
A etapa 6 – Verificação - do MASP representa sozinha a fase de check do ciclo PDCA e consiste na coleta de dados sobre as causas, sobre o efeito final (problema) e outros aspectos para analisar as variações positivas e negativas possibilitando concluir pela efetividade ou não das ações de melhoria (contra medidas). É nesta etapa que se verifica se as expectativas foram satisfeitas, possibilitando aumento da auto-estima, crescimento pessoal e a descoberta do prazer e excitação que a solução de problemas pode proporcionar às pessoas (HOSOTANI, 1992). Parker (1995) observa que “nenhum problema pode ser considerado resolvido até que as ações estejam completamente implantadas, ela esteja sob controle e apresente uma melhoria em performance”. Assim, o monitoramento e medição da efetividade da solução implantada são essenciais por um período de tempo para que haja confiança na solução adotada. Hosotani (1992) também enfatiza este ponto ao afirmar que os resultados devem ser medidos em termos numéricos, comparados com os valores definidos e analisados usando ferramentas da qualidade para ver se as melhorias prescritas foram ou não atingidas.

## Etapa 7: Padronização
Uma vez que as ações de bloqueio ou contra medidas tenham sido aprovadas e satisfatórias para o alcance dos objetivos ela podem ser instituídas como novos métodos de trabalho. De acordo com Kume (1992) existem dois objetivos para a padronização. Primeiro, afirma o autor, sem padrões  o problema irá gradativamente retornar à condição anterior, o que levaria à reincidência. Segundo, o problema provavelmente acontecerá novamente quando novas pessoas (empregados, transferidos ou temporários) se envolverem com o trabalho. A preocupação neste momento é portanto a reincidência do problema, que pode ocorrer pela ação ou pela falta da ação humana. A padronização não se faz apenas por meio de documentos. Os padrões devem ser incorporados para se tornar “uma dos pensamentos e hábitos dos trabalhadores” (KUME, 1992), o que inclui a educação e o treinamento.
Passos da Etapa 7 - Padronização
Elaboração ou alteração de documentos
Treinamento
Registro e comunicação
Acompanhamento dos resultados do padrão

## Etapa 8: Conclusão
A etapa de Conclusão fecha o método de análise e solução de problemas. Os objetivos da conclusão são basicamente rever todo o processo de solução de problemas e planejar os trabalhos futuros. Parker (1995, p. 54) reconhece a importância de fazer um balanço do aprendizado, aplicar a lições aprendidas em novas oportunidades de melhoria.
Passos da Etapa 8 - Conclusão
Identificação dos problemas remanescentes
Planejamento das ações anti-reincidência
Balanço do aprendizado
O MASP é um método que permanece atual e em prática contínua, resistindo às ondas do modismo, incluindo aí a da Gestão da Qualidade Total, sendo aplicado regularmente até progressivamente por organizações de todos os portes e ramos.